# Liste der Kulturdenkmäler in Marzhausen
In der Liste der Kulturdenkmäler in Marzhausen sind alle Kulturdenkmäler der rheinland-pfälzischen Ortsgemeinde Marzhausen aufgeführt. Grundlage ist die Denkmalliste des Landes Rheinland-Pfalz (Stand: 21. Dezember 2021).

## Einzeldenkmäler
| Bezeichnung  | Lage             | Baujahr         | Beschreibung                                             | Bild            |
| ------------ | ---------------- | --------------- | -------------------------------------------------------- | --------------- |
| Einfirsthaus | Mittelweg 8 Lage | 19. Jahrhundert | Fachwerk-Einfirsthaus, teilweise massiv, 19. Jahrhundert | Fotos hochladen |